# Neta'jim
Neta'jim (hebrejsky נְטָעִים, v oficiálním přepisu do angličtiny Neta'im) je vesnice typu mošav v Izraeli, v Centrálním distriktu, v Oblastní radě Gan Rave.

## Geografie
Leží v nadmořské výšce 47 metrů v hustě osídlené a zemědělsky intenzivně využívané pobřežní nížině, severně od ústí řeky Nachal Sorek a nedaleko od písečných dun, které lemují pobřeží.
Obec se nachází 5 kilometrů od břehu Středozemního moře, cca 14 kilometrů jižně od centra Tel Avivu, cca 47 kilometrů severozápadně od historického jádra Jeruzalému a 3 kilometry jihozápadně od města Rišon le-Cijon. Leží na jižním okraji aglomerace Tel Avivu. Neta'jim obývají Židé, přičemž osídlení v tomto regionu je etnicky převážně židovské.
Neta'jim je na dopravní síť napojen pomocí místní silnice číslo 4311. Východně od vesnice ji míjí dálnice číslo 42.

## Dějiny
Neta'jim byl založen v roce 1932. Šlo o součást masivního osidlovacího programu Hitjašvut ha-Elef (התיישבות האלף), který měl za cíl urychlit zřizování menších zemědělských osad, jež by pomohly utvořit územně kompaktní bloky židovského osídlení v tehdejší mandátní Palestině. Původně se osada nazývala Kfar Vatikim (כפר ותיקים). Nynější jméno je inspirováno citátem z biblické knihy 1. Paralipomenon 4,23 – „Toť jsou ti hrnčíři obyvatelé v štěpnicích a ohradách u krále, příčinou díla jeho tam bydlíce“
Před rokem 1949 měl mošav Neta'jim rozlohu katastrálního území 670 dunamů (0,67 kilometru čtverečního). Správní území obce v současnosti dosahuje cca 1100 dunamů (1,1 kilometru čtverečního).

## Demografie
Podle údajů z roku 2014 tvořili naprostou většinu obyvatel v Neta'jim Židé (včetně statistické kategorie "ostatní", která zahrnuje nearabské obyvatele židovského původu ale bez formální příslušnosti k židovskému náboženství).
Jde o menší obec vesnického typu s dlouhodobě rostoucí populací. K 31. prosinci 2014 zde žilo 579 lidí. Během roku 2014 populace klesla o 1,2 %.
| Rok            | 1948 | 1961 | 1972 | 1983 | 1995 | 2001 | 2003 | 2004 | 2005 | 2006 | 2007 | 2008 | 2009 | 2010 | 2011 | 2012 | 2013 | 2014 |
| -------------- | ---- | ---- | ---- | ---- | ---- | ---- | ---- | ---- | ---- | ---- | ---- | ---- | ---- | ---- | ---- | ---- | ---- | ---- |
| Počet obyvatel | 178  | 191  | 187  | 229  | 233  | 404  | 464  | 479  | 492  | 502  | 504  | 559  | 454  | 483  | 559  | 585  | 586  | 579  |